# Cadmiumnitrat
Cadmiumnitrat ist ein weißer, hygroskopischer Feststoff mit unangenehmem Geruch. Der Stoff tritt in verschiedenen Hydraten oder wasserfrei auf. Wie andere Cadmiumverbindungen auch, steht Cadmiumnitrat im Verdacht, krebserregend zu sein.

## Herstellung
Cadmiumnitrat kann durch Auflösen von Cadmium, Cadmiumoxid (CdO) oder Cadmiumhydroxid (Cd(OH)2) in Salpetersäure und anschließende Kristallisation hergestellt werden.
{\displaystyle \mathrm {3\ Cd+8\ HNO_{3}\longrightarrow \ 3\ Cd(NO_{3})_{2}+\ 4\ H_{2}O+\ 2\ NO\uparrow } }
{\displaystyle \mathrm {Cd(OH)_{2}+2\ HNO_{3}\ \longrightarrow \ Cd(NO_{3})_{2}+\ 2\ H_{2}O} }
{\displaystyle \mathrm {CdO+2\ HNO_{3}\ \longrightarrow \ Cd(NO_{3})_{2}+H_{2}O} }

## Eigenschaften
Cadmiumnitrat ist ein weißer Feststoff, welcher im Vergleich zu vielen anderen Cadmiumverbindungen gut in Wasser löslich ist. Es sind vier verschiedene Hydrate mit unterschiedlichen Mengen Kristallwasser bekannt, die in unterschiedlichen Temperaturbereichen stabil sind. Zwischen −16 und 3,5 °C ist das Nonahydrat Cd(NO3)2 · 9 H2O am stabilsten, zwischen 3,5 und 48,7 °C das Tetrahydrat Cd(NO3)2 · 4 H2O. Dieses gibt bei 48,7 °C zwei Äquivalente Wasser ab, bis 56,8 °C ist das Dihydrat Cd(NO3)2 · 2 H2O stabil. Oberhalb dieser Temperatur liegt Cadmiumnitrat wasserfrei vor. Wasserfreies Cadmiumnitrat zersetzt sich in der Hitze zu Cadmiumoxid und nitrosen Gasen. Es hat eine orthorhombische Kristallstruktur mit der Raumgruppe Pca21 (Raumgruppen-Nr. 29) und den Gitterparametern a = 7,507 Å, b = 15,37 Å und c = 7,507 Å. Das Tetrahydrat kristallisiert ebenfalls orthorhombisch, Raumgruppe Fdd2 (Nr. 43), a = 5,828 Å, b = 25,86 Å, c = 11,00 Å.

## Verwendung
Cadmiumnitrat dient in der Glas- und Porzellanherstellung zur Erzeugung von Perlmuttglanz. Daneben wird für die Gewinnung anderer Cadmiumverbindungen sowie die Herstellung von Nickel-Cadmium-Akkumulatoren genutzt.

## Sicherheitshinweise
Auf Vorschlag der schwedischen Chemikalienbehörde wurde 2015 die chemikalienrechtliche Einstufung von Cadmiumnitrat überarbeitet. Der Ausschuss für Risikobewertung (RAC) der  Europäischen Chemikalienagentur (ECHA) hat am 4. Dezember die Einstufung für Cadmiumnitrat wie folgt geändert: Cadmiumnitrat wird als krebserzeugend Carc 1B, mutagen Muta 1B und STOT RE 1 eingestuft, die zusätzlichen Warnhinweise wurden festgelegt auf H340, H350 und H372 (Niere, Knochen).  Diese Einstufung des RAC muss noch von der EU-Kommission in geltendes Recht umgesetzt werden aber sie stellt mit der Veröffentlichung den Stand des Wissens dar, der von Unternehmen und Behörden berücksichtigt werden muss.